# هيثم الحداد
هيثم الحداد، مذيع تلفزيوني مسلم بريطاني من أصل فلسطيني. الحداد عضو في مجالس المستشارين للمنظمات الإسلامية في المملكة المتحدة، بما في ذلك مجلس الشريعة الإسلامية. وهو رئيس ومستشار العمليات وأمين لمؤسسة البحوث والتنمية الإسلامية. وقد اعتبرت بعض وجهات نظره مثيرة للجدل، بما في ذلك ملاحظات حول اليهود والمثلية الجنسية وتشويه الأعضاء التناسلية الأنثوية.

## المؤهلات الدراسية
حصل هيثم الحداد على درجة الدكتوراه في مدرسة الدراسات الشرقية و الافريقية وهو إمام تدرب في السعودية. درس في المدينة المنورة مع طالب من العلماء السلفيين المؤثرين بن العثيمين، كما حصل على شهادة في الهندسة المدنية في السودان. أطروحة الدكتوراه من مدرسة الدراسات الشرقية و الافريقية، التي تم تقديمها في عام 2010، كانت حول الشريعة الإسلامية بعنوان تحليل نقدي لجوانب مختارة من الأقلية السنية الفقهية، مع إشارة خاصة إلى بريطانيا المعاصرة.